# 王菊人

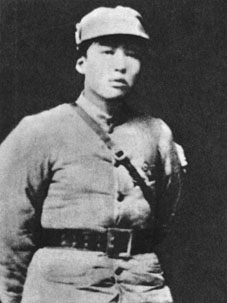
杨虎城机要秘书王菊人

王菊人（1906年—1975年），原名若渊，陕西省蒲城县达仁巷人。中华民国及中华人民共和国政治人物。出身望族，系清道光朝军机大臣、东阁大学士、抗英名相王鼎的玄孙；父亲王廷也是清光绪时进士，曾任翰林院编修。

## 生平
1924年，王菊人考入西安盛行德中学。1927年春，他加入中国共青团，同年转为中国共产党党员，担任中共西安西区区委宣传委员、陕西青年社宣传部长、中共蒲城区委宣传委员及第一高小支部书记。1927年夏，他在蒲城县第一高级中学任教员。同年9月，他参与创建中共蒲城区委，任中共蒲城区委委员兼中国共青团蒲城区委书记。
1928年，他因受到当局通缉，遂擅自前往上海，考入上海艺术大学中国文学系，与组织失去联系，被中共陕西省委开除了党籍。1928年底，他因贫困而辍学，到山东临沂投奔杨虎城。此后，他历任杨虎城随从副官、少校随从秘书、十七路军办公厅机要科科长。1932年，十七路军警备第三旅二团一营内的中共党员习仲勋、吕剑人、许天洁等人发动甘肃两当兵变失败，吕剑人、许天洁被捕，并被十七路军军法处判处死刑。王菊人说服杨虎城将判决改为有期徒刑，使二人保住了性命。1936年西安事变期间，他任杨虎城机要秘书兼十七路军总指挥部政治处副处长，抗日联军临时西北军事委员会政治设计委员会委员，参与起草张学良、杨虎城的团结抗日八大主张通电，并帮助南汉宸创建十七路军抗日同志会。西安事变和平解决后，他寓居西安。
1945年春，他任第一战区副司令长官兼第四集团军总司令孙蔚如的临时秘书。1946 年，中国民主同盟西北总支部成立，他出任执行委员。他曾秘密到陕甘宁边区为第三集团军总司令赵寿山投奔中国人民解放军而进行联络工作，后来赵寿山于1947年3月成功进入陕甘宁边区。1947年3月20日，他因私通延安方面而被胡宗南逮捕并监禁，同日被捕的还有中国民主同盟西北总支部主任委员杜斌丞。1949年中国人民解放军占领西安前两天，他被胡宗南部转移，后在被押至四川巴中两河口时乘机逃往汉中。
中华人民共和国成立后，1950年春，他出任西北军政委员会文教委员会副秘书长兼办公室主任、中国民主同盟西北总支部临时工作委员会委员。1951年，他加入中国国民党革命委员会。1952年起，他历任民革陕西省委第一、二、三届委员会副主任委员，民革西北工作指导委员会委员兼副秘书长，民革中央第二、三届委员会委员，陕西省人民政府委员，西安市人民政府委员，陕西省交通厅副厅长，陕西省政协副主席，第一、二、三届陕西省人大代表，第二、三届全国人大代表，第二届全国政协委员。
1975年，王菊人在西安病逝，享年69岁。